# ゼロケッツ
ゼロケッツは、3x3のチーム名。

## 概要
2020年5月堀江貴文が設立して3x3.EXEに参戦することを発表。堀江もオーナーを務める。
オリンピックの種目にもなり注目度合いが高まると思われたことから参加を決めた。
チームの運営はHIU（堀江貴文イノベーション大学校）の有志がボランティアで行う。
福岡県福岡市と東京都港区に拠点を置く。佐藤マクファーレン優樹もチームを構成する。
2021年Red Bull Half Courtで日本代表になる。